# De Rivazův motor

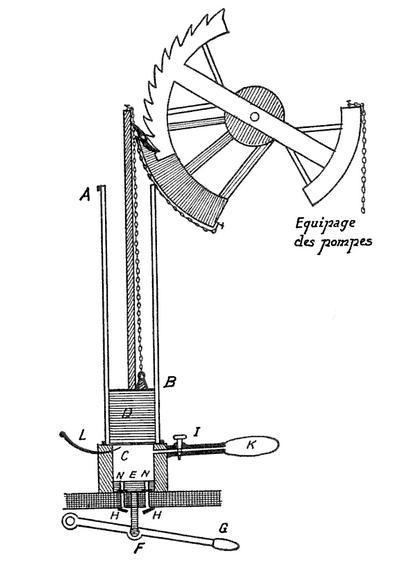
De Rivazův motor

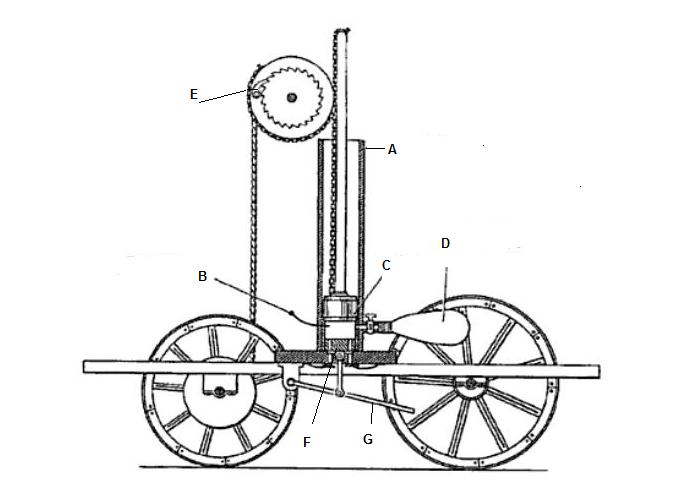
nákres De Rivazova automobilu

De Rivazův motor byl průkopnický stroj, který od roku 1804 vyvíjel francouzsko-švýcarský vynálezce François Isaac de Rivaz. Šlo zřejmě o vůbec první spalovací pístový motor. Měl již některé vlastnosti moderních motorů včetně jiskrového zapalování a použití plynu (vodíku) jako paliva. První motor z roku 1804 byl stacionární, určený k pohonu pumpy. Roku 1807 de Rivaz pokročil k návrhu malého experimentálního vozítka, které se tak stalo prvním kolovým vozidlem poháněným spalovacím motorem. V dalších letech de Rivaz svůj vynález dále rozvíjel a roku 1813 postavil větší, 6 metrů dlouhý vůz, který vážil téměř tunu.